# Setodes miloi
Setodes miloi är en nattsländeart som beskrevs av Francois-Marie Gibon 1986. Setodes miloi ingår i släktet Setodes och familjen långhornssländor. Inga underarter finns listade i Catalogue of Life.